# Nasi krawu

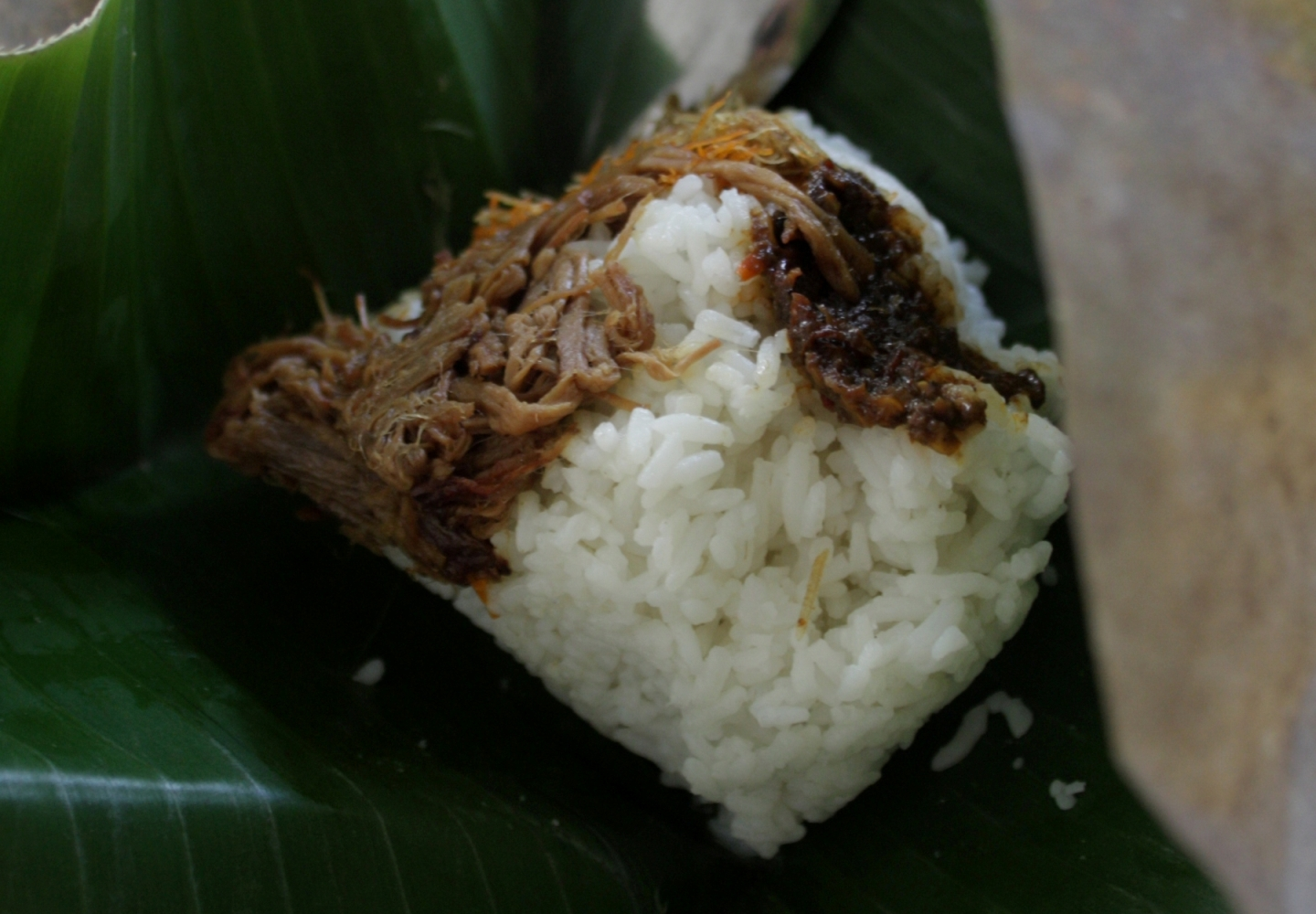
Nasi krawu uit Gresik

Nasi krawu is een specifiek gerecht uit de stad Gresik (Grisee) bij Soerabaja. Oorspronkelijk is het een Madoerees gerecht, dat zeer populair is in Gresik. Er is gele en rode (hete, scherpe) nasi krawu.
In de Jalan Trate of Jalan Cokroaminoto ("jalan" betekent "straat") wordt de bekende nasi krawu in de eetstalletjes langs de weg verkocht, zoals vanouds opgediend in bananenbladeren.
Krawu is eigenlijk het schraapsel van kokosnoten, waarin de rijst wordt gekookt. Verdere ingrediënten zijn onder meer rundvlees en uien.